# Oak Island (Canada)

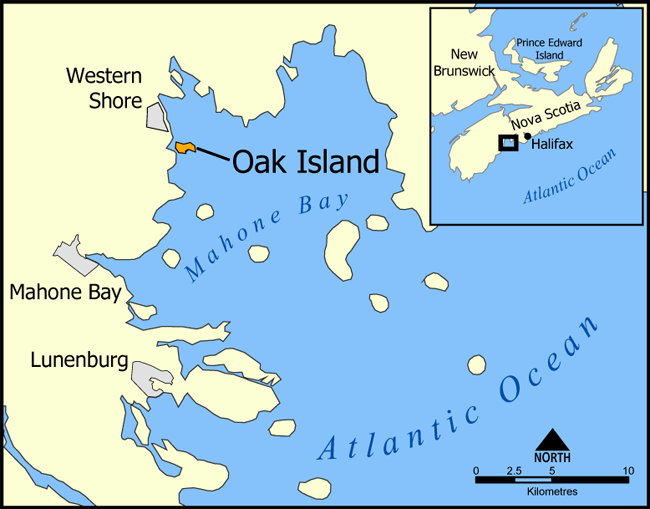
Oak Island, Nova Scotia (Canada).
Oppervlakte: 0,57 km²
Lengte: 1,5 km
Hoogste punt: 11 m

Oak Island is een eiland in de provincie Nova Scotia in Canada. Het met eikenbomen bedekte eiland is een van de meer dan 350 eilanden in de Mahonebaai. De dichtstbijzijnde grote plaatsen zijn Halifax in het noordoosten, Chester in het westen en Lunenburg in het zuiden.

## Geldput

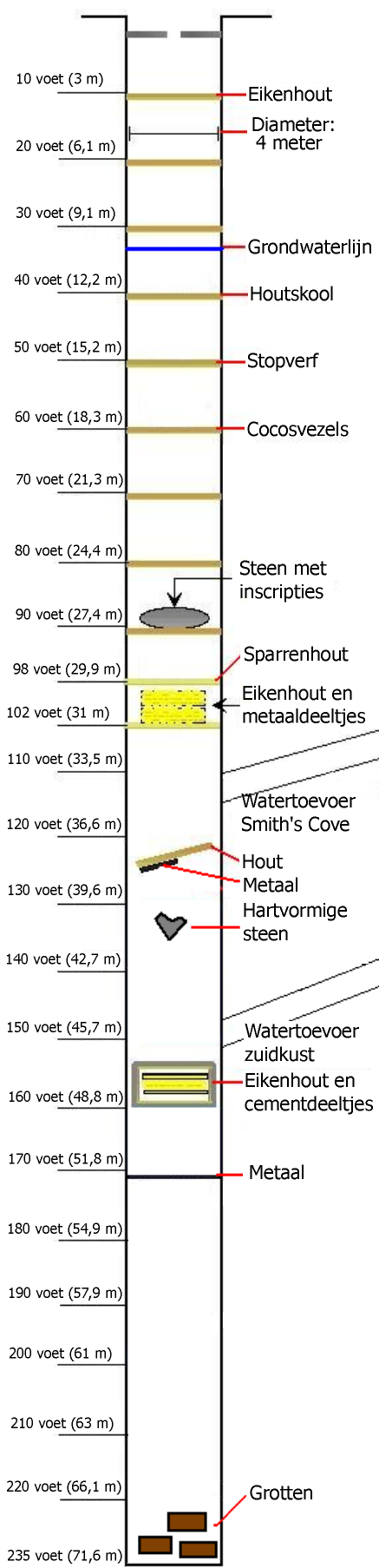
Doorsnede van de geldput (The Money Pit)

Oak Island is vooral bekend wegens verhalen over een put met geld (The Money Pit) die zich op het eiland zou bevinden. In de laatste twee eeuwen hebben tientallen schatgravers hier hun geluk beproefd. Het eiland is tegenwoordig privébezit.
De geschiedenis van de geldput begint in 1795. De zestienjarige Donald Daniel McGinnis ontdekte bij een alleenstaande eik een kale tak waaraan ooit iets zwaars leek te zijn opgetakeld. Hieronder bevond zich een ondiepe vierkante kuil. Samen met zijn vrienden John Smith en Anthony Vaughan werd de kuil uitgediept. Op 1,20 meter diepte vonden ze een laag platte stenen en in de wanden waren houweelsporen te zien. Op 10, 20 en 30 voet (± 3, 6 en 9 meter) diepte ontdekten ze horizontaal naast elkaar gelegde rijen boomstammetjes. Toen ze op tien meter diepte het grondwaterpeil bereikten en nog niets hadden gevonden gaven ze het op.
Ongeveer acht jaar later, rond 1803, rustte The Onslow Company een expeditie naar het eiland uit om de opgravingen voort te zetten. Men bereikte een diepte van ongeveer 27,5 meter, waarbij om de 10 voet (± 3 m) een laag stammetjes zou zijn aangetroffen. Op een diepte van 40, 50 en 60 voet (± 12, 15 en 18 m) werden voorts lagen met respectievelijk houtskool, stopverf en kokosvezels aangetroffen. Ook op Smith's Cove, een van de stranden op het eiland, werden in 1850 onder de oppervlakte kokosvezels gevonden. Kokospalmen komen op Nova Scotia niet voor, dus men vermoedt dat deze via ondergrondse grotten vanuit de zee in de put zijn terechtgekomen. De krant Liverpool Transcript (uit het stadje Liverpool in Nova Scotia) maakte in oktober 1856 voor het eerst melding van de geldput en in oktober 1862 vermeldde de krant dat er op 90 voet diepte een steen met inscripties was gevonden. De vertaling van de symbolen zou zijn: "Twenty feet below, two million pounds lie buried." Later liep de put vol met water en moest ook deze opgraving worden gestaakt. Hoewel door enkelen wordt beweerd dat de put door een verborgen leiding telkens vol water loopt, wordt algemeen aangenomen dat de in de ondergrond van het eiland aanwezige kalksteen zeewater doorlaat. Dit werd in 1995 bevestigd door het Woods Hole Oceanographic Institution.
In 1849 richtte een groep investeerders The Truro Company op, met als doel de opgravingen te hervatten. Ditmaal werd een diepte van 86 voet bereikt (± 26 m), waarop de put weer vol water liep. Daarop werd met een boorinstallatie een gat in de bodem gemaakt. Op een diepte van 98 voet (± 30 m) boorde men door een laag vurenhout, een 5,6 cm laag van stukjes metaal, 20 cm eikenhout, weer 5,6 cm metaal, 10 cm eikenhout, een tweede laag vurenhout en uiteindelijk een 2,1 m kleilaag. Er werd verder niets gevonden.
De volgende poging, de vierde inmiddels, werd in 1861 door alweer een nieuwe onderneming uitgevoerd: The Oak Island Association. Hierbij stortte de bodem in een (verwachte) holle ruimte eronder. Bij deze poging viel de eerste dode, toen een pomp het begaf. Nadat in 1864 het geld op was geraakt, werd ook deze poging gestaakt.
In 1897 probeerde Frederick Blair met dynamiet de watertoevoer naar de put stoppen, overigens zonder succes. Maar de waterdruk werd wel wat verminderd, zodat hij de put tot een diepte van 30 meter kon leegpompen. Hier werd een vloer aangelegd van waaruit men dieper kon boren. Bij een diepte van 36 meter werd op hout en daarna ijzer geboord en bij een boordiepte van 47 meter werden deeltjes cement en kwik naar boven gehaald. Bij 52 meter raakte de boor opnieuw ijzer en kon niet meer dieper worden geboord. Een opmerkelijke vondst was een stukje perkament dat met de boor naar boven werd gehaald. Onderzoekers in Boston ontdekten dat op het perkament met een ganzenveer in Oost-Indische inkt een letter V, of een V en een i, geschreven was. Wegens betalingsachterstand werden Blairs belangrijkste gereedschappen in 1899 in beslag genomen en in 1913 gaf hij uiteindelijk de moed op.
Veel pogingen volgden zonder dat er iets gevonden werd. In 1909 probeerde The Old Gold Salvage Group, waarvan de latere president Franklin Delano Roosevelt een van de partners was, zonder succes de put verder uit te graven. Roosevelt bleef wel interesse in de put houden en liet zich in zijn latere leven van nieuwe ontwikkelingen op de hoogte houden.
Gilbert Hedden van de Hedden Iron Construction Company las in 1928 een krantenartikel over de geldput. Hij was zeer geïnteresseerd in de technische uitdagingen van de opgraving en begon zich in de zaak te verdiepen. Ook bezocht hij zesmaal het eiland. Ondertussen was William Chappell in 1931 begonnen met het graven van een nieuwe put, iets zuidwestelijk van de originele geldput. Op een diepte van 127 voet (± 38,7 m) werden onder andere een ankerblad, een bijl en een houweel gevonden, vermoedelijk resten van een eerdere opgravingsploeg. Verder had ook Chappell geen succes. De zeer rijke Hedden besloot het zuidoostelijke deel van het eiland te kopen, daar waar zich de put bevindt. In 1935 begon hij met zijn opgravingen, maar ook hij vond niets.
In 1965 besloot Robert Dunfield het eiland te leasen. Hij liet een dam naar het eiland aanleggen en met een hierover aangevoerde 70-tonshijskraan met grijper groef hij een kuil van 100 voet (± 30 m) breed en 134 voet (± 41 m) diep. Vier arbeiders kwamen tijdens deze opgraving om.
Daniel C. Blankenship en David Tobias stichtten rond 1967 de Triton Alliance, Ltd. en kochten het grootste deel van het eiland. In 1971 liet Triton een met stalen caissons versterkte schacht tot een diepte van 235 voet (± 71,6 m) aanleggen. Met op afstand bediende camera's werd de onderliggende grot verkend. Er wordt gezegd dat hier kisten, gereedschappen, houten versterkingen en menselijke resten lagen, maar dit werd niet door de Triton Alliance bevestigd. Onderzoekers die de onduidelijke videobeelden hebben bekeken concludeerden dat er niets van waarde op de beelden was te zien, maar andere onderzoekers bevestigden dat er door mensen gemaakte objecten op te zien zijn. Voordat de grot verder kon worden onderzocht stortte de schacht in. Er werd een nieuwe schacht gegraven maar toen een diepte van 181 voet (± 55,2 m) werd bereikt was het geld op en werd de Triton Alliance ontbonden.
In de jaren negentig werden wegens diverse rechtszaken geen opgravingen gedaan. Vanaf 2005 werd een deel van het eiland te koop aangeboden voor (waarschijnlijk) zo'n 7 miljoen dollar. De Oak Island Tourism Society probeerde de Canadese overheid over te halen het eiland te kopen, maar het werd uiteindelijk verkocht aan een groep Amerikaanse zakenmensen uit Michigan. Deze groep, de Center Road Ventures Company heeft in 2006 verklaard de opgravingen te willen hervatten. Wegens juridische belemmeringen mocht pas in 2008 met opgravingen worden begonnen. Ook de jaren daarna hebben verschillende activiteiten plaatsgevonden.

## Schat
Er zijn vele verhalen bekend over wat er in de geldput verborgen zou zijn: de schat van de Britse piraten William Kidd of Zwartbaard, de kostbare lading van een gestrand Spaans galjoen, door de Engelsen ten tijde van de Amerikaanse Onafhankelijkheidsoorlog verborgen kostbaarheden of goud en geld uit het door de Fransen aan de Engelsen verloren fort Louisbourg. Andere verhalen spreken over een Maya- of Inca-schat, of zelfs de door de Tempeliers verborgen Heilige Graal. Weer een ander gerucht is dat in de put documenten van de Britse filosoof Francis Bacon te vinden zijn die zouden bewijzen dat de werken van William Shakespeare in feite door Bacon zelf werden geschreven. Er wordt ook gespeculeerd dat de put veel ouder is en door de Vikingen of de inheemse Mi'kmaq-indianen werd gebouwd, maar omdat er behalve de eik geen bomen rond de put stonden wordt algemeen aangenomen dat deze maximaal 50 jaar voor de ontdekking in 1795 werd aangelegd, omdat anders de open plek weer met bomen zou zijn begroeid. De steen met inscripties (Cipher stone) die rond 1850 in de put werd gevonden is sinds 1919 spoorloos verdwenen. De gecodeerde inscriptie hierop zou in de richting van de vrijmetselarij wijzen.

## Conclusie
Het verhaal van de geldput op Oak Island is grotendeels oncontroleerbaar en de grote tijdsspanne tussen de eerste ontdekking in 1795 en de eerste schriftelijke vermelding in 1856 is erg lang. Er zijn geen bewijzen dat de negen lagen met boomstammetjes ooit bestaan hebben: deze werden alleen vermeld door Anthony Vaughan, een van de drie oorspronkelijke schatzoekers uit 1795. Ook vrijwel alle andere hierboven beschreven opgegraven artikelen zijn verdwenen. De schatgraverij heeft aan minstens zes mensen het leven gekost en vele miljoenen dollars gekost.

## Media

### Boeken
- 1978 - Money Pit Mystery door Rupert Furneaux
- 1981 - The Hand of Robin Squires door Joan Clark
- 1993 - Oak Island Gold door William Crooker
- 1998 - Riptide door Lincoln Child en Douglas Preston
- 1999 - The Money Pit Mystery door Eric Walters
- 2004 - The Secret Treasure of Oak Island: The Amazing True Story of a Centuries-Old Treasure Hunt door D'Arcy O'Connor
- 2007 - The Oak Island Affair door Jane Bow

### Tijdschriften
- 2005 - De Nederlandstalige Donald Duck schreef in "DD-5" in het kader van de serie Wereldschatten een stukje over de geldput op Oak Island.

### Televisie
- 1979 - In Search Of (aflevering 3.16: The Money Pit Mystery/Captain Kidd, uitgezonden op 18 januari 1977.)
- 1996 - Hey Arnold! (aflevering 1.13:  Das Subway/Wheezin' Ed; hierin heet het eiland Elk Island, uitgezonden op 23 december 1996.)
- Boudewijn Büch maakte een reportage van zijn bezoek aan Oak Island voor het programma De wereld van Boudewijn Büch.
- 2006 - Bones (aflevering The Man With the Bone; hierin heet het eiland Assateague Island.)
- 2014 - The Curse of Oak Island (een realityprogramma op History Channel waarin 2 broers met moderne technologie het mysterie van Oak Island proberen op te lossen en de eventuele schatten te vinden.)